# 258
| 258                |
| ------------------ |
| Dødsfald - Fødsler |
|                    |

| Gregoriansk kalender | 258 CCLVIII             |
| Ab urbe condita      | 1011                    |
| Armensk kalender     | I/T                     |
| Kinesiske kalender   | 2954 – 2955 丁丑 – 戊寅 |
| Etiopisk kalender    | 250 – 251               |
| Jødisk kalender      | 4018 – 4019             |
| Hindukalendere       |                         |
| - Vikram Samvat      | 313 – 314               |
| - Shaka Samvat       | 180 – 181               |
| - Kali Yuga          | 3359 – 3360             |
| Iransk kalender      | 364 BP – 363 BP         |
| Islamisk kalender    | 375 BH – 374 BH         |

Se også 258 (tal)